# Четрдесет четврта изложба УЛУС-а (1967)
Четрдесет четврта изложба УЛУС-а (1967) је трајала од 25. новембра до 5. децембра 1967. године. Одржана је у галеријском простору Удружења ликовних уметника Србије односно у Уметничком павиљону "Цвијета Зузорић", у Београду.

## Каталог
Каталог и плакат је израдио Едуард Степанчић.

## Излагачи

### Сликарство
1. Мирољуб Алексић
2. Крста Андрејевић
3. Радуле Анђелковић
4. Момчило Антоновић
5. Боса Беложански
6. Михаил Беренђија
7. Павле Блесић
8. Вера Божичковић Поповић
9. Иванка Божовић
10. Милан Божовић
11. Коста Брадић
12. Љубомир Брајевић
13. Здравко Вајагић
14. Босиљка Валић Јованчић
15. Растко Васић
16. Милена Велимировић
17. Војин Величковић
18. Надежда Виторовић
19. Лазар Вујаклија
20. Момчило Вујисић
21. Бошко Вукашиновић
22. Оливера Вукашиновић
23. Драган Вукосављевић
24. Живан Вулић
25. Слободан Гавриловић
26. Милош Гвозденовић
27. Ратомир Глигоријевић
28. Никола Граовац
29. Александар Грбић
30. Оливера Грбић
31. Мило Димитријевић
32. Јован Димовски
33. Бранислав Динић
34. Милица Динић
35. Властимир Дискић
36. Даринка Ђорђевић
37. Заре Ђорђевић
38. Мирољуб Ђорђевић
39. Ружица Ђорђевић
40. Светислав Ђурић
41. Бериша Енђел
42. Драгана Живановић Цигарчић
43. Маша Живкова
44. Оља Ивањицки
45. Ксенија Илијевић
46. Бора Иљовски
47. Иван Јакобџић
48. Драгомир Јашовић
49. Александар-Цибе Јеремић
50. Светозар-Заре Јовановић
51. Богдан Јовановић
52. Гордана Јовановић
53. Вера Јосифовић
54. Оливера Кангрга
55. Јарослав Кандић
56. Богомил Карлаварис
57. Десанка Керечки Мустур
58. Божидар Ковачевић
59. Драган Костић
60. Зорица Костић
61. Лиза Крижанић Марић
62. Чеда Крстић
63. Слободанка Кузмановић
64. Јован Кукић
65. Мајда Курник
66. Божидар Лазаревић
67. Драгомир Лазаревић
68. Радмила Лазаревић
69. Гордана Лазић
70. Боро Ликић
71. Драгомир Лубарда
72. Наталија Лукић
73. Светолик Лукић
74. Виктор Мајданџић
75. Зоран Мандић
76. Бранко Манојловић
77. Љубодраг-Пенкин Маринковић
78. Милан Маринковић
79. Војислав Марковић
80. Мома Марковић
81. Трајко Меденица
82. Реџеп Мемишевић
83. Зоран Миладиновић
84. Душан Миловановић
85. Божидар Милорадовић
86. Мило Милуновић
87. Милан Миљковић
88. Бранимир Минић
89. Витомир Митровић
90. Савета Михић
91. Саша Мишић
92. Душан Мишковић
93. Миша Младеновић
94. Петар Младеновић
95. Светислав Младеновић
96. Драгослав Момчиловић
97. Александар Моравски
98. Марклен Мосијенко
99. Муслим Мулићи
100. Мирјана Николајевић
101. Добривоје Николић
102. Рајко Николић
103. Мирјана Николић Пећинар
104. Миливоје Новаковић
105. Миливој Олујић
106. Бранко Омчикус
107. Лепосава Ст. Павловић
108. Споменка Павловић
109. Татјана Пајевић
110. Илија Пандуровић
111. Илија Пауновић
112. Стојан Пачоов
113. Јефто Перић
114. Милан Перишић
115. Миодраг Петровић
116. Милорад Пешић
117. Татјана Поздњаков
118. Зора Поповић
119. Милан Поповић
120. Мића Поповић
121. Павле Поповић
122. Милош Правица
123. Божидар Продановић
124. Михаило-Бата Протић
125. Вељко Радовић
126. Влада Радовић
127. Божидар Раднић
128. Југослав Радојичић
129. Милутин Радојичић
130. Ђуро Радоњић
131. Милан Радоњић
132. Ратимир Руварац
133. Маријан Савиншек
134. Феђа Соретић
135. Слободан Сотиров
136. Димитрије Сретеновић
137. Десанка Станић
138. Бранко Станковић
139. Милић Станковић
140. Вељко Станојевић
141. Милица Стевановић
142. Тодор Стевановић
143. Едуард Степанчић
144. Мирко Стефановић
145. Стево Стојановић
146. Зоран-Врањски Стошић
147. Драгомир-Суле Сушић
148. Марина Тадић Бунушевац
149. Рафаило Талви
150. Вањек Тивадар
151. Војислав Тодорић
152. Владислав-Шиља Тодоровић
153. Дмитар Тривић
154. Стојан Трумић
155. Лепосава Туфегџић
156. Милорад Ћирић
157. Драган Ћирковић
158. Иван Цветко
159. Љубомир Цветковић
160. Бранислав Цепењор
161. Мила Џокић
162. Томислав Шебековић
163. Александар Шиверт
164. Мирјана Шипош
165. Милена Шотра
166. Раденко Мишевић

### Вајарство
1. Градимир Алексић
2. Никола Антов
3. Оскар Бербеља
4. Милан Бесарабић
5. Коста Богдановић
6. Матија Вуковић
7. Душан Гаковић
8. Милија Глишић-Змајевац
9. Савица Дамјановић
10. Стеван Дукић
11. Јован Ервачиновић
12. Војислав Јакић
13. Селимир Јовановић
14. Мира Јуришић
15. Даница Кокановић Младеновић
16. Еуген Кочиш
17. Стојан Лазић
18. Мирјана Летица
19. Милан Лукић
20. Мира Марковић Сандић
21. Славољуб Миловановић
22. Живорад Михаиловић
23. Трифун Мркшић
24. Душан Николић
25. Мирослав Николић
26. Божидар Обрадовић
27. Драгиша Обрадовић
28. Јерко Павишић
29. Радивоје Павловић
30. Михајло Пауновић
31. Владета Петрић
32. Владислав Петровић
33. Рајко Радовић
34. Милорад Рашић
35. Сава Сандић
36. Славољуб Станковић
37. Радивој Суботички
38. Михаило Трипковић
39. Петар Убовић
40. Јосиф Хрдличка
41. Милан Четник
42. Александар Шакић

### Графика
1. Стеван Кнежевић
2. Љубомир Кокотовић
3. Богдан Кршић
4. Бранислав Макеш
5. Милан Мартиновић
6. Душан Матић
7. Вукосава Мијатовић
8. Слободан Михаиловић
9. Милош Ћирић
10. Трајко Стојановић
11. Кемал Ширбеговић